# Ceca hitovi 2 (2007)
Ceca hitovi 2 je enajsta glasbena kompilacija srbske pop-folk pevke Svetlane Ražnatović - Cece, ki je leta 2007 izšla v beograjski založbeni hiši PGP-RTS. 
To je obenem tudi druga od treh kompilacij, kolikor jih je objavila omenjena založbena hiša: Kompilacija 1, Kompilacija 2 in Kompilacija 3.
Na kompilaciji so uspešnice z albumov, ki jih je pevka izdala za PGP-RTS, v obdobju med leti 1988 in 1999.

## Seznam skladb
| CD Različica    | CD Različica                | CD Različica                                     | CD Različica          | CD Različica |
| Št.             | Naslov                      | Pisec                                            | Album                 | Dolžina      |
| --------------- | --------------------------- | ------------------------------------------------ | --------------------- | ------------ |
| 1.              | „Pustite me da ga vidim‟    | D. Ivanković, S. Spasić, M. A. Kemiš             | Ceca (glasbeni album) | 4:27         |
| 2.              | „Volela sam, volela‟        | M. Vukašinović, L. Ristovski, A. Radulović       | Fatalna ljubav        | 3:24         |
| 3.              | „Eh, teško meni‟            | M. Mijatović, V. Petković, M. A. Kemiš           | Ceca (glasbeni album) | 3:50         |
| 4.              | „Da si nekad do bola voleo‟ | D. Ivanković, S. Spasić, M. A. Kemiš             | Babaroga              | 4:47         |
| 5.              | „Cipelice‟                  | D. Ivanković, Lj. Živković, M. A. Kemiš          | Ceca (glasbeni album) | 3:22         |
| 6.              | „Cvetak zanovetak‟          | D. Ivanković, B. Majdanac, M. Kodić              | Cvetak zanovetak      | 3:28         |
| 7.              | „Drugarice (duet Luna)‟     | Č. Čvorak, M. Tucaković, Lj. Jorgovanović        | Ceca 2000             | 3:44         |
| 8.              | „Od glave do pete‟          | M. Kodić, A. Ilić                                | Ludo srce             | 2:04         |
| 9.              | „Hej, vršnjaci‟             | D. Ivanković, M. B. Trišić, M. A. Kemiš          | Babaroga              | 3:39         |
| 10.             | „Izbriši vetre trag‟        | M. A. Kemiš, S. Spasić                           | Babaroga              | 3:56         |
| 11.             | „Ne daj me‟                 | D. Ivanković, Z. Matić, M. A. Kemiš              | Ceca (glasbeni album) | 3:20         |
| 12.             | „Budi dečko moj‟            | D. Ivanković, O. Makić, M. Kodić                 | Ludo srce             | 3:00         |
| 13.             | „Đački spomentar‟           | D. Ivanković, M. Jankovič, M. Kodić, B. Đorđević | Cvetak zanovetak      | 4:15         |
| 14.             | „Ludo srce‟                 | D. Ivanković, O. Makić, M. Kodić                 | Ludo srce             | 4:21         |
| 15.             | „Zlato srećan put‟          | O. Mandić, M. Tucaković, A. Radulović            | Fatalna ljubav        | 3:42         |
| 16.             | „Votka sa utehom‟           | A. Milić, M. Tucaković, Lj. Jorgovanović         | Ceca 2000             | 3:29         |
| Skupna dolžina: | Skupna dolžina:             | Skupna dolžina:                                  | Skupna dolžina:       | 59:24        |

## Naklada
Prva naklada glasbene kompilacije je štela 5.000 izvodov. 

## Ostale informacije
- Glasbeni urednik: Miša Mijatović
- Odgovorni urednik: Vladimir Graić
- Direktor in glavni urednik: Ognjen Uzelac
- Postprodukcija: Zoran Č. Stefanović

## Zgodovina objave zgoščenke
| Država | Datum | Založba | Oblika |
| ------ | ----- | ------- | ------ |
| Srbija | 2007  | PGP-RTS | CD     |